# Aubercourt
Aubercourt là một xã ở tỉnh Somme trong vùng Hauts-de-France.

## Biến động dân số
| 1851 | ? | 1954 | ? | 1962                                                            | 1968 | 1975 | 1982 | 1990 | 1999 |
| ---- | - | ---- | - | --------------------------------------------------------------- | ---- | ---- | ---- | ---- | ---- |
|      |   |      |   | 42                                                              | 43   | 37   | 40   | 42   | 43   |
|      |   |      |   | Nombre retenu à partir de 1962: Population sans doubles comptes |      |      |      |      |      |

## Voir aussi
- Communes de la Somme